# 雪の帰り道
「雪の帰り道」（ゆきのかえりみち）は、1986年10月15日にリリースされた、渡辺美奈代の2ndシングル。CBSソニーより発売された。

## 解説
- 初々しくいかにもデビュー曲らしさがあった前作とは打って変わって、シャッフルビートを効かせた哀愁感漂うマイナー調の曲を第2弾に持ってきた。
- 1986年夏、写真集・ビデオ撮影のためおニャン子クラブがアメリカ・ロサンゼルスに滞在した際にレコーディングが行われた。
- 当初はB面の「うさぎの耳」がA面候補で、うさぎの格好の衣装で歌うことも決まっていた。[1]
- 同曲で1986年11月5日放送のフジテレビ「夜のヒットスタジオDELUXE」に初登場した。[2]当時、実質的にほぼフジテレビ専属タレントの立場で、同じ局内にいて、いつでもスタンバイできている状態であったにもかかわらず、ソロデビューシングルの「瞳に約束」で出演できなかった背景事情としては、真偽不明だが、ニャンギラスを筆頭とする、多少悪ノリ感のある歌唱作品群をシャレとして受け入れることができなかったベテラン歌手勢がこれに激怒し、おニャン子クラブメンバーとの共演NGをちらつかせるなどの拒否反応に対して番組側が配慮した結果が影響したとされる。実際に番組収録前に中森明菜の楽屋へ同じレコード会社所属の後輩として挨拶に訪れたニャンギラスを門前払いした楽屋挨拶ガン無視事件[3]や、国生さゆりの「おニャン子は、他の事務所の歌手の方から、一緒にしないでくれ、という風潮もありました。」[4]とこれを裏付ける証言も残されている。これ以降、おニャン子クラブとしてはまだオリコン連続1位継続中であったにもかかわらず、6回目となる1986年4月16日の放送分を最後に突然、出演が途絶え、1年4か月後の解散直前の1987年8月26日に放送されたソロデビュー組を含むメドレーを披露したサヨナラおニャン子クラブ企画まで出演が見送りになった。一方、ソロデビュー組に対しても、その妥協の産物として、ソロデビュー曲での出演を見送り、2ndシングルで初お披露目させる措置が取られた。1986年6月以降にソロデビューした高井麻巳子、渡辺満里奈、岩井由紀子、工藤静香でも同様の出演方式が踏襲された（ただし、城之内早苗と生稲晃子（解散後のデビュー）だけは1stシングルから出演した）。

## 収録曲
1. 雪の帰り道（3:55）
  - 作詞: 秋元康、作曲・編曲: 後藤次利
2. うさぎの耳（3:48）
  - 作詞: 秋元康、作曲・編曲: 後藤次利

## 収録作品
CD
- アルファルファ
- KISS! KISS! KISS! -MINAYO WATANABE BEST-
- 渡辺美奈代ベスト・コレクション
- 渡辺美奈代 30th Anniversary Complete Singles Collection Disc 1 M-3/M-4
- おニャン子クラブA面コレクション Vol.3 M-3
- おニャン子クラブB面コレクション Vol.3 M-3
- GOLDEN☆BEST 渡辺美奈代 SINGLES
- 結成30周年記念CD-BOX シングルレコード復刻ニャンニャン Disc 32 ※オリジナカラオケ含む
- おニャン子クラブ(結成30周年記念) シングルレコード復刻ニャンニャン［通常盤］3 Disc 1 M-3/M-4